# Mbeya (vùng)
Mbeya là một vùng của Tanzania, giáp biên giới với tỉnh Bắc Zambia của Zambia và vùng Bắc Malawi của Malawi. Thủ phủ của vùng Mbeya đóng tại Mbeya. Vùng Mbeya có diện tích 60350 ki lô mét vuông. Đến thời điểm điều tra dân số ngày 25 tháng 8 năm 2002, vùng Mbeya có dân số 2070046 người.